# Oligotoma saundersii
Oligotoma saundersii är en insektsart som först beskrevs av John Obadiah Westwood 1837.  Oligotoma saundersii ingår i släktet Oligotoma och familjen Oligotomidae. Inga underarter finns listade i Catalogue of Life.